# 科尔内扬 (热尔省)
科尔内扬（法語：Corneillan，法語發音：[kɔʁnɛjɑ̃]）是法国热尔省的一个市镇，属于米朗德区。

## 地理
科尔内扬（43°39'23"N, 0°10'48"W）面积8.47 平方千米，位于法国奧克西塔尼大區热尔省，该省份为法国西南部内陆省份，北起顺时针与洛特-加龙省、塔恩-加龙省、上加龙省、上比利牛斯省、大西洋比利牛斯省和朗德省接壤。
与科尔内扬接壤的市镇（或旧市镇、城区）包括：贝尔内德、热-里维耶尔、拉巴尔泰特、拉尼克斯、圣热尔梅、圣蒙。

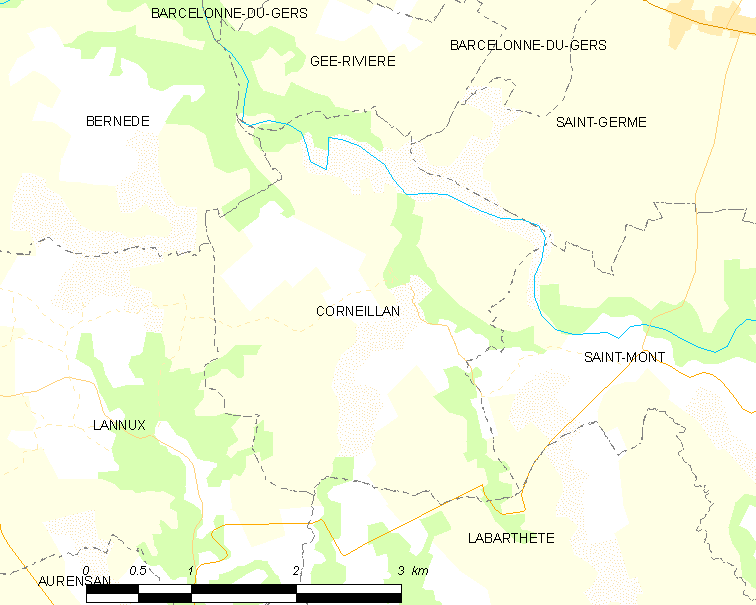
的OSM定位图

科尔内扬的时区为UTC+01:00、UTC+02:00（夏令时）。

## 行政
科尔内扬的邮政编码为32400，INSEE市镇编码为32108。

## 政治
科尔内扬所属的省级选区为热尔阿杜尔县。

## 人口

1962-2008年间人口变化图示

科尔内扬于2022年1月1日时的人口数量为156人。